# Gongrosargus distinguendus
Gongrosargus distinguendus är en tvåvingeart som beskrevs av Lindner 1966. Gongrosargus distinguendus ingår i släktet Gongrosargus och familjen vapenflugor.
Artens utbredningsområde är Madagaskar. Inga underarter finns listade i Catalogue of Life.